# Sabungan
Sabungan is een bestuurslaag in het regentschap Labuhan Batu Selatan van de provincie Noord-Sumatra, Indonesië. Sabungan telt 7830 inwoners (volkstelling 2010).